# Scania 3-serie
Scania 3-serie är en serie med tunga lastbilar tillverkade av Scania. Serien är efterträdare till 2-serien, och tillverkningen började 1987 och slutade 1997. 3-serien kom med en serie av olika motorer, från 9 liters 210 hästkrafter, upp till 14 liters V8 med 500 hästkrafter.
3-serien var även den första lastbilsmodellen att använda namnet Streamline, som syftar på att förbättra bränsleförbrukningen och hålla designen uppdaterad.
Scania R143 anses allmänt vara den bästa europeiska lastbilen vid sin tid. Modellen är mycket hedrad av lastbilentusiaster och har ett rykte som en pålitlig och banbrytande lastbil.
Serien vann priset Truck of the Year 1989.

## Galleri

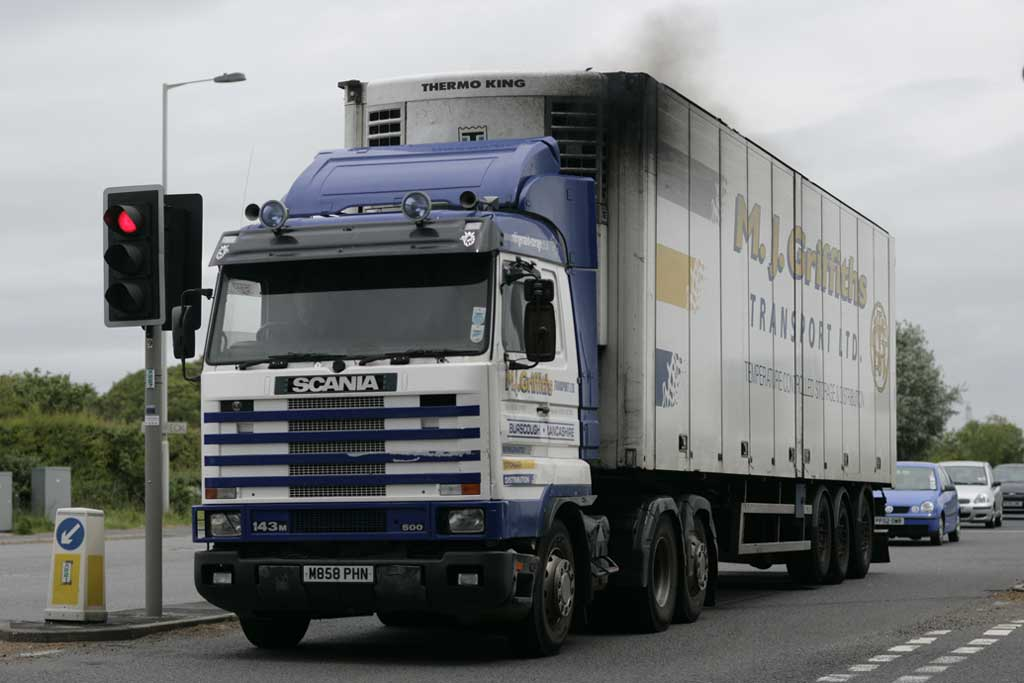
Scania 143M 500 i England.
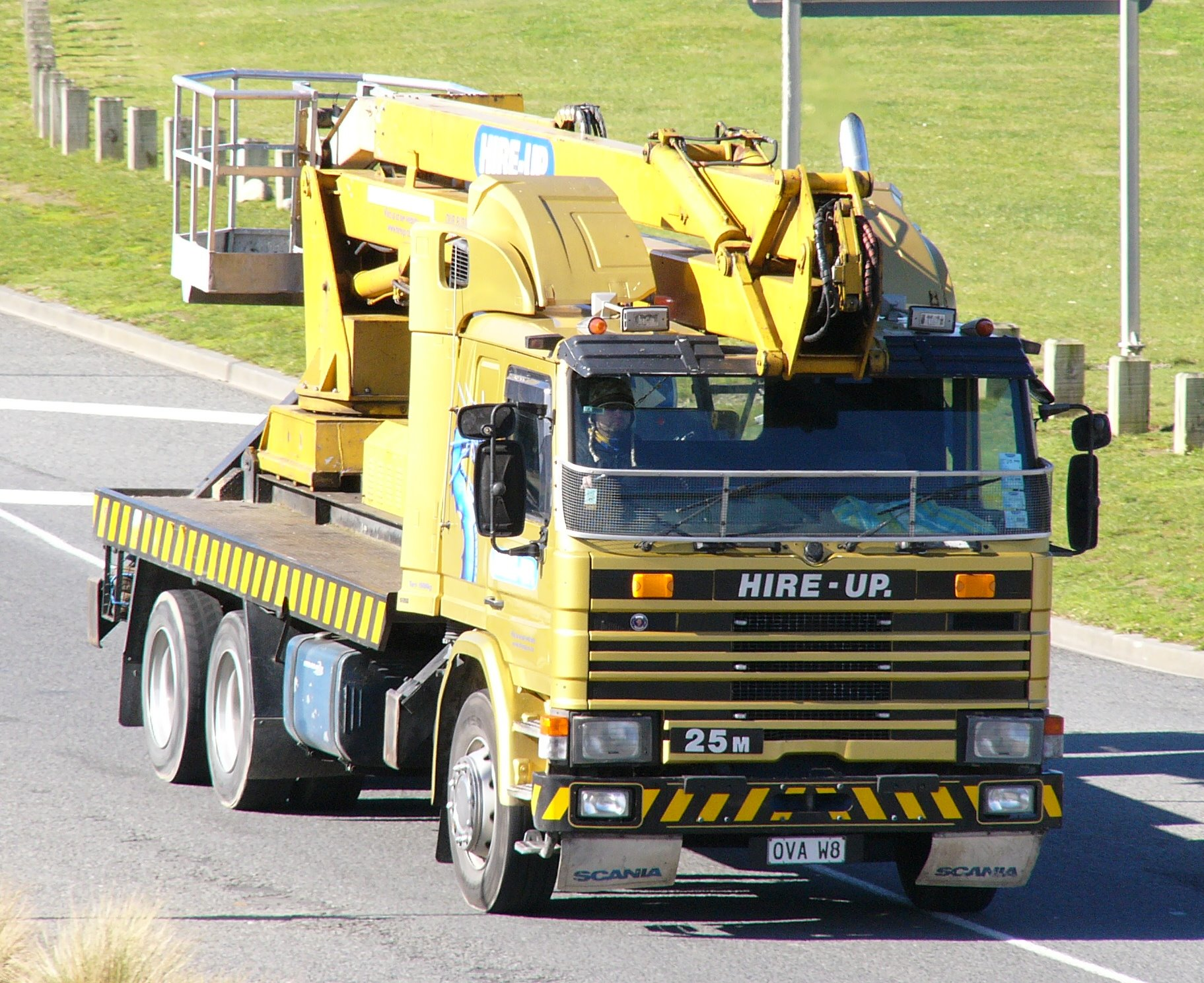
Scania 25M i Nya Zeeland.
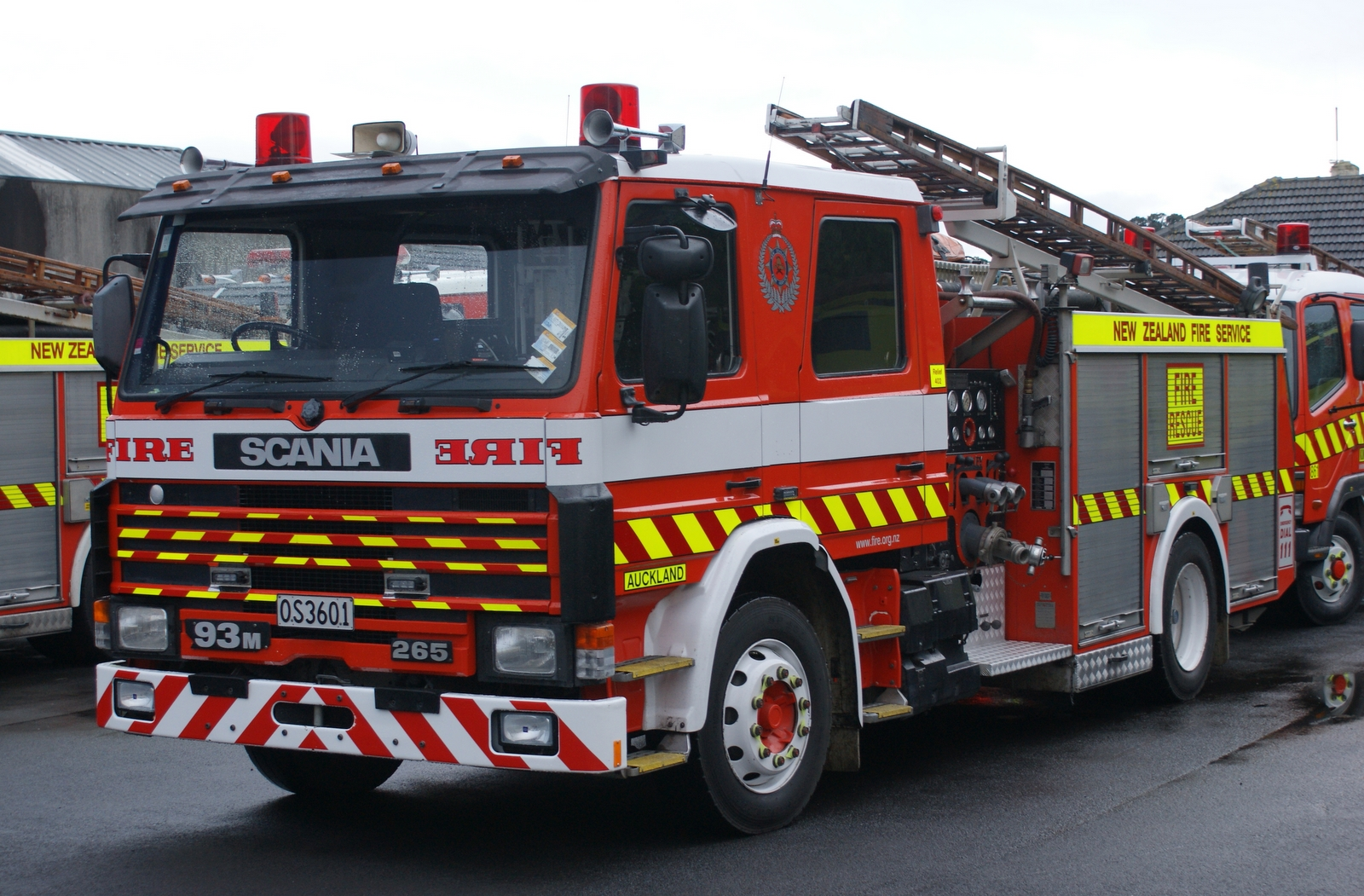
Scania G93M 265 brandbil från Nya Zeelands brandkår.
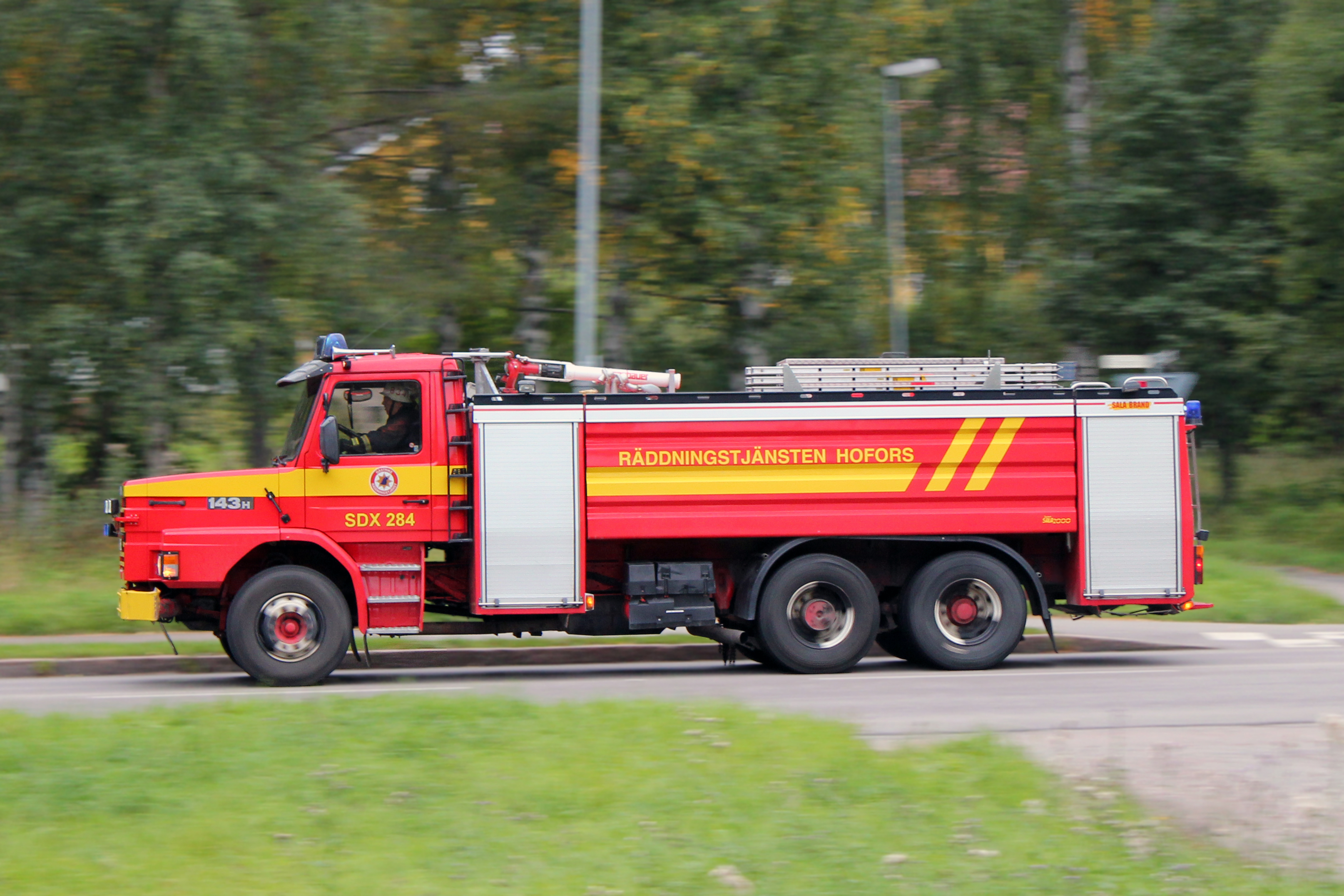
Scania T143H från brandkåren i Hofors.
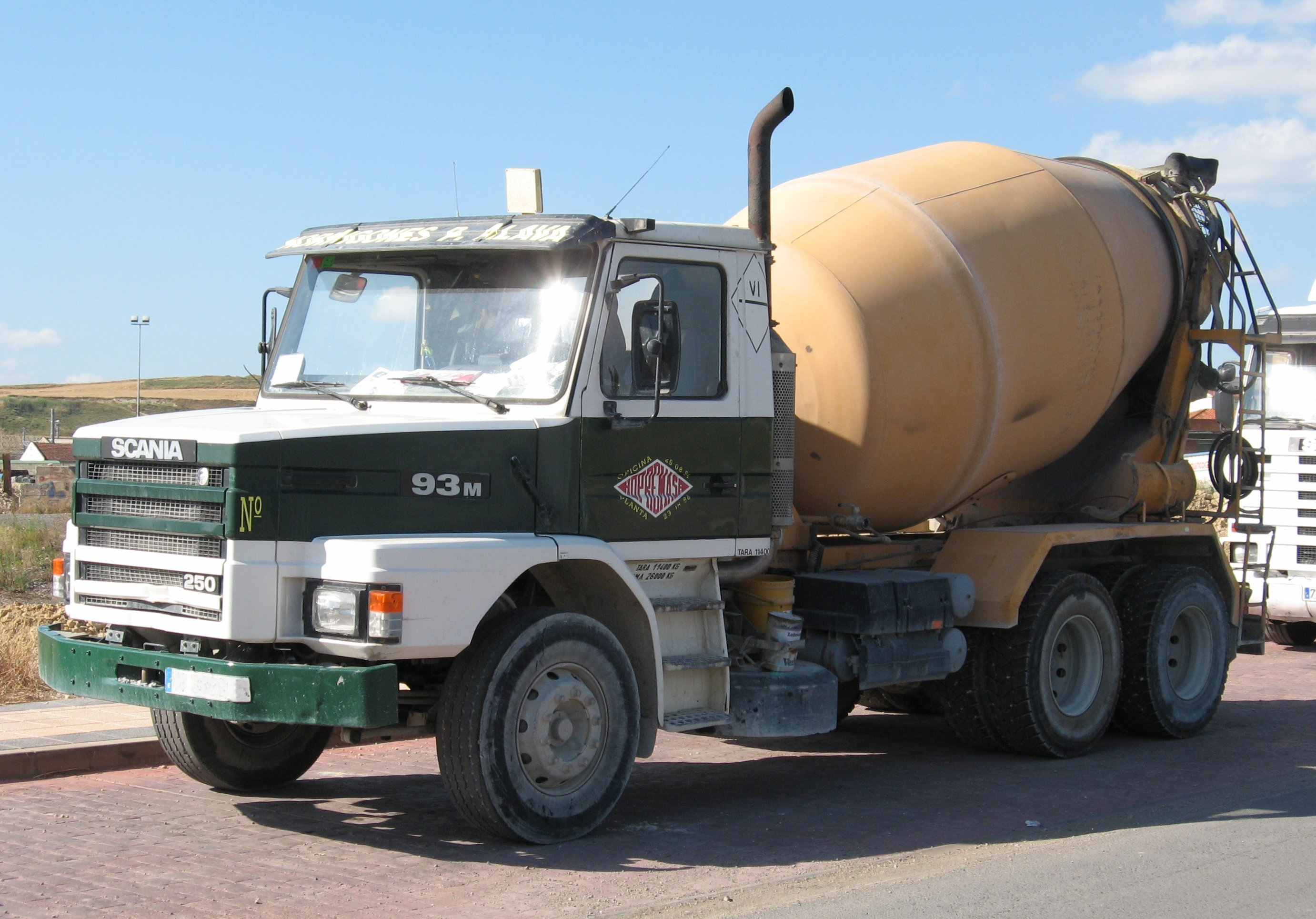
Scania T93M 250.